# Peter Kretschmer
Peter Kretschmer (født 15. februar 1992) er en tysk kanoroer.
Kretschmers første store internationale resultat var en VM-bronzemedalje i toerkano på 500 m i 2011 sammen med Kurt Kuschela. De vandt også EM-sølv på 1.000 m i 2012. Samme år repræsenterede duoen Tyskland ved OL i London, hvor de i toerkano på 1.000 m med sejr i indledende heat kvalificerede sig direkte til finalen. Her lagde den aserbajdsjanske båd sig i spidsen først i løbet, men Kretschmer og Kuschela fulgte godt med. Da aserbajdsjanerne ikke kunne holde tempoet til sidst i løbet, skød tyskerne frem og sikrede sig guldet foran de hviderussiske brødre Andrej og Aljaksandr Bahdanovitj på andenpladsen og russerne Aleksej Korovasjkov og Ilja Pervukhin, der fik bronze.
I 2013 blev han verdensmester i firerkano på 1.000 m sammen med blandt andet Kuschela. I 2015 vandt han bronze i toerkano ved de Europæiske Lege sammen med Michael Müller på 1.000 m. Ved VM 2017 vandt han guld i toerkano på 1.000 m sammen med Yul Oeltze, en bedrift de gentog året efter. Sammen med Oeltze blev han også europamester i samme disciplin i både 2017 og 2018.
Peter Kretschmer er uddannet inden for politiet og er politimester.